# Cincisprezece bani (monedă românească)
Cincisprezece bani a fost o unitate monetară egală cu cincisprezece sutimi din leul românesc.

## Istorie

### 15 bani 1960
Moneda de cincisprezece bani a fost emisă doar în timpul regimului comunist. A fost introdusă prima dată în 1960 și avea 19,5 mm în diametru, 2,88 grame în greutate, 1,4 mm în grosime, muchia netedă și a fost realizată din 95% oțel placat cu 5% nichel.
Moneda prezenta pe avers stema comunistă a României, numele țării, REPUBLICA POPULARA ROMINA și anul emiterii, 1960, iar pe revers era inscripționată valoarea nominală, 15 BANI, în interiorul unei coroane din ramuri de laur. Aceasta a fost bătută la Monetăria din București între 1960 - 1963 și 1965 - 1966, toate piesele purtând același an, 1960, și au fost emise 126.900.000 de exemplare.

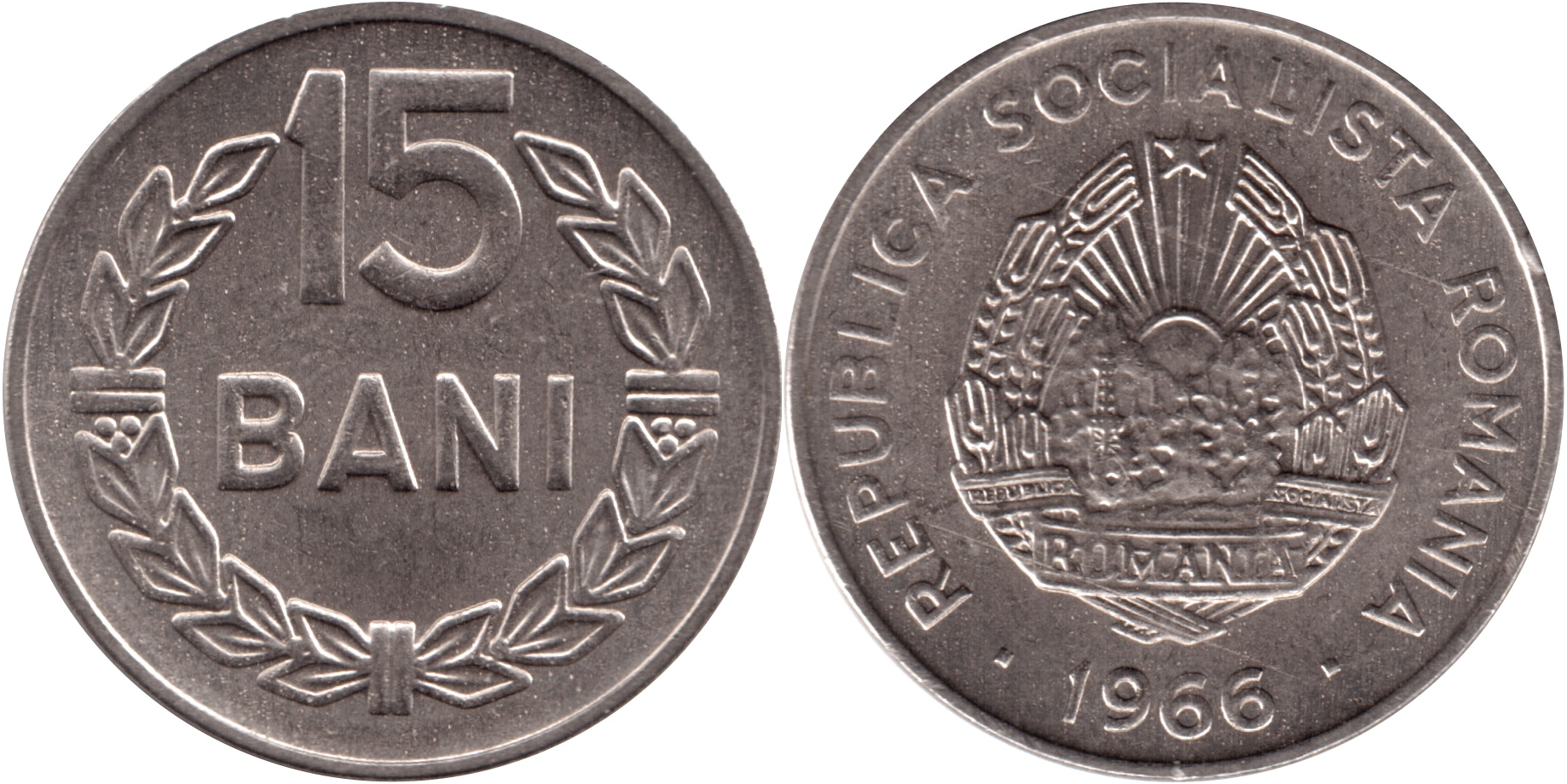
Monedă de 15 bani din 1966

### 15 bani 1966
După proclamarea Republicii Socialiste România la 21 august 1965, autoritățile au inițiat actualizarea simbolurilor statului, inclusiv în domeniul monetar. Astfel, la 23 februarie 1967 a fost introdusă în circulație o nouă serie de monede, care includea piesele de 5, 15 și 25 bani, precum și pe cele de 1 și 3 lei, alături de o bancnotă de 5 lei. Monedele păstrau designul și specificațiile tehnice ale emisiunilor anterioare (1960–1963), diferențele constând în actualizarea stemei și a denumirii oficiale a statului, în conformitate cu prevederile noii Constituții din 1965. De asemenea, toate piesele au fost datate 1966, indiferent de anul efectiv al emisiunii. Moneda de 15 bani a fost emisă între 1966 și 1968, posibil și în anii următori. În total, au fost puse în circulație 41.165.000 de bucăți.

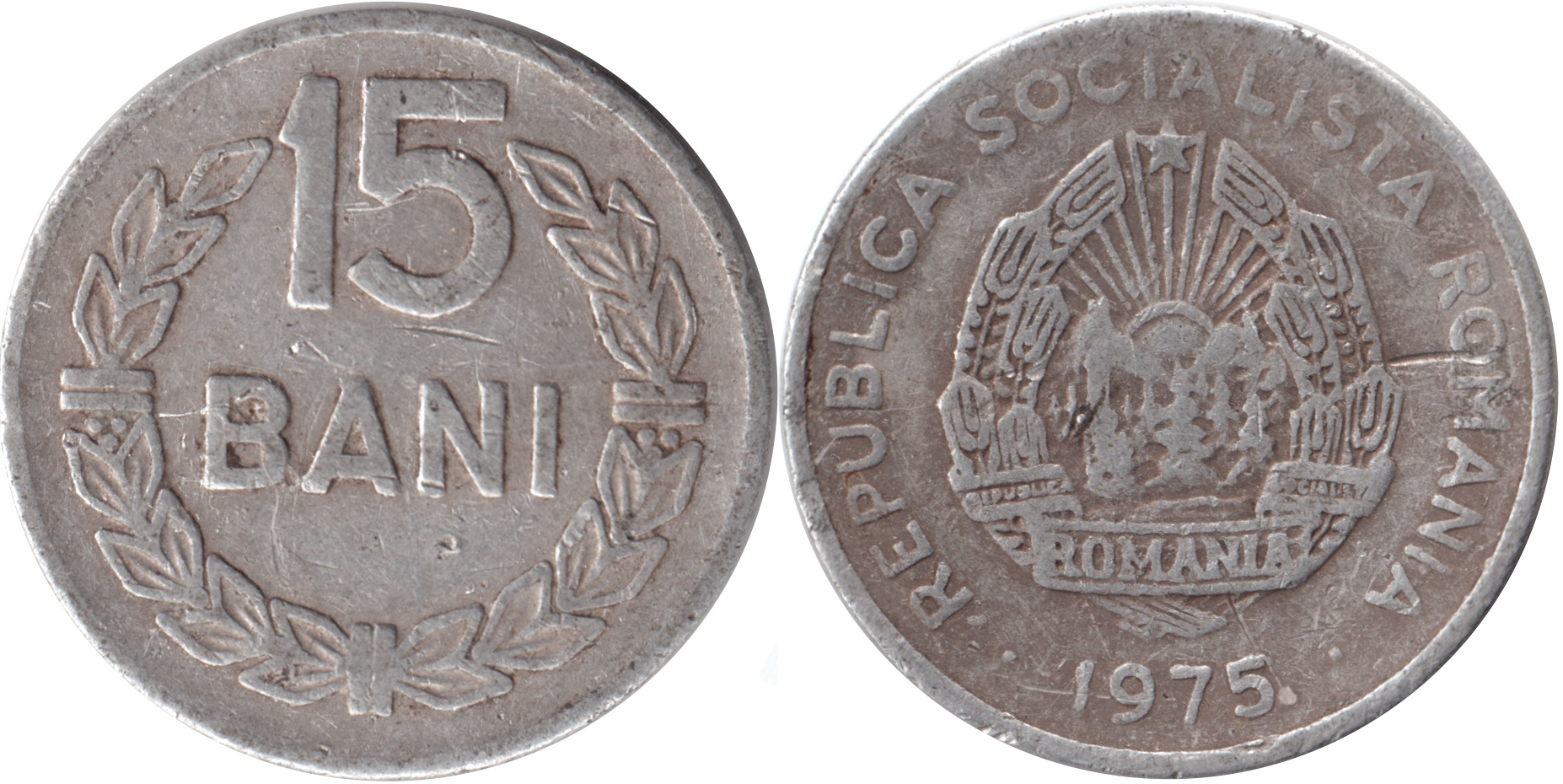
Monedă de 15 bani din 1975

### 15 bani 1975
Ultima emisiune a unei monede de cincisprezece bani a fost în 1975. Aceasta avea același design, diametru și grosime ca moneda din 1966, era realizată din aluminiu și cântărea 0.95 g. Aceasta a fost introdusă la 1 decembrie 1975, împreună cu o monedă de 5 bani.
Toate cele trei emisiuni au avut curs legal până la 31 decembrie 1996.